# Вейджер (фильм)
«Вейджер: История о кораблекрушении, мятеже и убийстве» (англ. The Wager: A Tale of Shipwreck, Mutiny and Murder) — будущий художественный фильм американского режиссёра Мартина Скорсезе, экранизация одноимённой книги Дэвида Гранна, о начале работы над которой стало известно в 2022 году. Главную роль в картине сыграет Леонардо Ди Каприо.

## Сюжет
Литературной основой сценария фильма является научно-популярная книга Дэвида Гранна «Вейджер: История о кораблекрушении, мятеже и убийстве», рассказывающая о реальных событиях. Её действие происходит в 1740-х годах. К берегам Бразилии приплывает шлюпка с 30 матросами, спасшимися, по их словам, с британского фрегата «Вейджер», который потерпел кораблекрушение. Матросы несколько месяцев провели на необитаемом острове, построили шлюпку и смогли достичь материка. Однако через полгода появляется другая группа моряков во главе с капитаном Дэвидом Чипом, который заявляет, что в действительности на корабле произошёл мятеж. Теперь властям нужно выяснить, что же произошло на самом деле.

## В ролях
- Леонардо Ди Каприо

## Производство
В июле 2022 года Мартин Скорсезе и Леонардо Ди Каприо купили права на экранизацию книги Гранна. Сразу появились предположения, что они снимут фильм при участии тех же компаний, которые занимались производством предыдущей картины Скорсезе, «Убийцы цветочной луны» (она снята по другой книге Гранна), и что Ди Каприо снова сыграет главную роль. В августе 2023 года Гранн подтвердил, что Скорсезе снимет этот фильм с Ди Каприо, а в октябре о начале работы над фильмом рассказал и сам режиссёр. Главную роль действительно сыграет Ди Каприо.
Продюсерами картины являются Дженнифер Дэвиссон, Леонардо Ди Каприо, Дэн Фридкин, Брэдли Томас.